# Olevano di Lomellina
Olevano di Lomellina es una localidad y comune italiana de la provincia de Pavía, región de Lombardía, con 830 habitantes.

## Evolución demográfica
| Gráfica de evolución demográfica de Olevano di Lomellina entre 1861 y 2001 |
|                                                                            |
| Fuente ISTAT - elaboración gráfica de Wikipedia                            |